# ريان كينغ
ريان كينغ (6 مارس 1979 في زيمبابوي - ) (بالإنجليزية: Ryan King)‏ هو لاعب كريكت زيمبابوي.

## وصلات خارجية
- ريان كينغ على موقع إي آس بي آن كريك إنفو (الإنجليزية)